# سبايدرز
سبايدرز (بالإنجليزية: Spiders)، هو ستوديو فرنسي لإنتاج وتطوير ألعاب الفيديو، تأسس سنة 2008، ويقع مقره الرئيسي في العاصمة الفرنسية باريس.